# NHL (1927/1928)
Sezon NHL 1927-1928 był jedenastym sezonem ligi NHL. Dziesięć zespołów rozegrało po 44 mecze w sezonie zasadniczym. Puchar Stanleya zdobył zespół New York Rangers.

## Sezon zasadniczy
M = Mecze, W = Wygrane, P = Przegrane, R = Remisy, PKT = Punkty, GZ = Gole Zdobyte, GS = Gole Stracone, KwM = Kary w minutach
| Dywizja Kanadyjska  | M  | W  | P  | R  | PKT | GZ  | GS  | KwM |
| ------------------- | -- | -- | -- | -- | --- | --- | --- | --- |
| Montreal Canadiens  | 44 | 26 | 11 | 7  | 59  | 116 | 48  | 496 |
| Montreal Maroons    | 44 | 24 | 14 | 6  | 54  | 96  | 77  | 549 |
| Ottawa Senators     | 44 | 20 | 14 | 10 | 50  | 78  | 57  | 483 |
| Toronto Maple Leafs | 44 | 18 | 18 | 8  | 44  | 89  | 88  | 436 |
| New York Americans  | 44 | 11 | 27 | 6  | 28  | 63  | 128 | 563 |

| Dywizja Amerykańska | M  | W  | P  | R  | PKT | GZ | GS  | KwM |
| ------------------- | -- | -- | -- | -- | --- | -- | --- | --- |
| Boston Bruins       | 44 | 20 | 13 | 11 | 51  | 77 | 70  | 558 |
| New York Rangers    | 44 | 19 | 16 | 9  | 47  | 94 | 79  | 462 |
| Pittsburgh Pirates  | 44 | 19 | 17 | 8  | 46  | 67 | 76  | 395 |
| Detroit Cougars     | 44 | 19 | 19 | 6  | 44  | 88 | 79  | 395 |
| Chicago Black Hawks | 44 | 7  | 34 | 3  | 17  | 68 | 134 | 375 |

### Najlepsi strzelcy
| Zawodnicy      | Drużyna             | Mecze | Bramki | Asysty | Punkty |
| -------------- | ------------------- | ----- | ------ | ------ | ------ |
| Howie Morenz   | Montreal Canadiens  | 43    | 33     | 18     | 51     |
| Aurel Joliat   | Montreal Canadiens  | 44    | 28     | 11     | 39     |
| Frank Boucher  | New York Rangers    | 44    | 23     | 12     | 35     |
| George Hay     | Detroit Cougars     | 42    | 22     | 13     | 35     |
| Nels Stewart   | Montreal Maroons    | 41    | 27     | 7      | 34     |
| Art Gagne      | Montreal Canadiens  | 44    | 20     | 10     | 30     |
| Bun Cook       | New York Rangers    | 44    | 14     | 14     | 28     |
| Bill Carson    | Toronto Maple Leafs | 32    | 20     | 6      | 26     |
| Frank Finnigan | Ottawa Senators     | 38    | 20     | 5      | 25     |
| Bill Cook      | New York Rangers    | 43    | 18     | 6      | 24     |
| Duke Keats     | Detroit/Chicago     | 38    | 14     | 10     | 24     |

## Playoffs

### Półfinały dywizji
| Dywizja Kanadyjska                    | Dywizja Kanadyjska                 | Dywizja Kanadyjska                 | Dywizja Kanadyjska                 | Dywizja Kanadyjska                 | Dywizja Kanadyjska                 |
| Ottawa Senators - Montreal Maroons    | Ottawa Senators - Montreal Maroons | Ottawa Senators - Montreal Maroons | Ottawa Senators - Montreal Maroons | Ottawa Senators - Montreal Maroons | Ottawa Senators - Montreal Maroons |
| Data                                  | Wyjazd                             | Wyjazd                             | Dom                                | Dom                                |                                    |
| ------------------------------------- | ---------------------------------- | ---------------------------------- | ---------------------------------- | ---------------------------------- | ---------------------------------- |
| 27 marca                              | Mtl. Maroons                       | 1                                  | 0                                  | Ottawa                             |                                    |
| 29 marca                              | Ottawa                             | 1                                  | 2                                  | Mtl. Maroons                       |                                    |
| Montreal Maroons wygrało bramkami 3:1 |                                    |                                    |                                    |                                    |                                    |

| Dywizja Amerykańska                   | Dywizja Amerykańska                   | Dywizja Amerykańska                   | Dywizja Amerykańska                   | Dywizja Amerykańska                   | Dywizja Amerykańska                   |
| New York Rangers - Pittsburgh Pirates | New York Rangers - Pittsburgh Pirates | New York Rangers - Pittsburgh Pirates | New York Rangers - Pittsburgh Pirates | New York Rangers - Pittsburgh Pirates | New York Rangers - Pittsburgh Pirates |
| Data                                  | Wyjazd                                | Wyjazd                                | Dom                                   | Dom                                   |                                       |
| ------------------------------------- | ------------------------------------- | ------------------------------------- | ------------------------------------- | ------------------------------------- | ------------------------------------- |
| 27 marca                              | Pittsburgh                            | 0                                     | 4                                     | NY Rangers                            |                                       |
| 29 marca                              | Pittsburgh                            | 4                                     | 2                                     | NY Rangers                            |                                       |
| NY Rangers wygrało bramkami 6:4       |                                       |                                       |                                       |                                       |                                       |

### Finały dywizji
| Dywizja Kanadyjska                    | Dywizja Kanadyjska                    | Dywizja Kanadyjska                    | Dywizja Kanadyjska                    | Dywizja Kanadyjska                    | Dywizja Kanadyjska                    |
| Montreal Maroons - Montreal Canadiens | Montreal Maroons - Montreal Canadiens | Montreal Maroons - Montreal Canadiens | Montreal Maroons - Montreal Canadiens | Montreal Maroons - Montreal Canadiens | Montreal Maroons - Montreal Canadiens |
| Data                                  | Wyjazd                                | Wyjazd                                | Dom                                   | Dom                                   |                                       |
| ------------------------------------- | ------------------------------------- | ------------------------------------- | ------------------------------------- | ------------------------------------- | ------------------------------------- |
| 31 marca                              | Mtl. Canadiens                        | 2                                     | 2                                     | Mtl. Maroons                          |                                       |
| 3 kwietnia                            | Mtl. Maroons                          | 1                                     | 0                                     | Mtl. Canadiens                        |                                       |
| Montreal Maroons wygrało bramkami 3:2 |                                       |                                       |                                       |                                       |                                       |

| Dywizja Amerykańska              | Dywizja Amerykańska              | Dywizja Amerykańska              | Dywizja Amerykańska              | Dywizja Amerykańska              | Dywizja Amerykańska              |
| New York Rangers - Boston Bruins | New York Rangers - Boston Bruins | New York Rangers - Boston Bruins | New York Rangers - Boston Bruins | New York Rangers - Boston Bruins | New York Rangers - Boston Bruins |
| Data                             | Wyjazd                           | Wyjazd                           | Dom                              | Dom                              |                                  |
| -------------------------------- | -------------------------------- | -------------------------------- | -------------------------------- | -------------------------------- | -------------------------------- |
| 31 marca                         | Boston                           | 1                                | 1                                | NY Rangers                       |                                  |
| 3 kwietnia                       | NY Rangers                       | 4                                | 1                                | Boston                           |                                  |
| NY Rangers wygrało bramkami 5:2  |                                  |                                  |                                  |                                  |                                  |

### Finał Pucharu Stanleya
| Montreal Maroons - New York Rangers            | Montreal Maroons - New York Rangers | Montreal Maroons - New York Rangers | Montreal Maroons - New York Rangers | Montreal Maroons - New York Rangers | Montreal Maroons - New York Rangers |
| Data                                           | Wyjazd                              | Wyjazd                              | Dom                                 | Dom                                 |                                     |
| ---------------------------------------------- | ----------------------------------- | ----------------------------------- | ----------------------------------- | ----------------------------------- | ----------------------------------- |
| 5 kwietnia                                     | NY Rangers                          | 0                                   | 2                                   | Mtl. Maroons                        |                                     |
| 7 kwietnia                                     | NY Rangers                          | 2                                   | 1                                   | Mtl. Maroons                        |                                     |
| 10 kwietnia                                    | NY Rangers                          | 0                                   | 2                                   | Mtl. Maroons                        |                                     |
| 12 kwietnia                                    | NY Rangers                          | 1                                   | 0                                   | Mtl. Maroons                        |                                     |
| 14 kwietnia                                    | NY Rangers                          | 2                                   | 1                                   | Mtl. Maroons                        |                                     |
| NY Rangers wygrał 3:2 i zdobył Puchar Stanleya |                                     |                                     |                                     |                                     |                                     |

## Nagrody
| Hart Memorial Trophy:      | Howie Morenz, Montreal Canadiens      |
| Lady Byng Memorial Trophy: | Frank Boucher, New York Rangers       |
| Vezina Trophy:             | George Hainsworth, Montreal Canadiens |